# Soulatgé
Soulatgé település Franciaországban, Aude megyében. Lakosainak száma 130 fő (2022. január 1.). Soulatgé Auriac, Cubières-sur-Cinoble, Duilhac-sous-Peyrepertuse, Fourtou, Massac, Rouffiac-des-Corbières és Saint-Paul-de-Fenouillet községekkel határos.

## Népesség
A település népessége az elmúlt években az alábbi módon változott:
| Lakosok száma | 80   | 82   | 90   | 102  | 120  | 130  | 128  | 126  | 128  | 130  |
|               | 1968 | 1982 | 1990 | 2006 | 2013 | 2015 | 2017 | 2019 | 2020 | 2022 |